# 丿部
丿部（へつぶ）は、漢字を部首により分類したグループの一つ。

## 概要
- 筆画をとして「丿」を含む字が収録されている。筆画名は撇（ヘツ）であり、永字八法では掠（リャク）と呼ばれる。

- 「丿」と同形である片仮名の「ノ」は「乃」という字を略して造られたものである。なお『康熙字典』では「乃」を「丿部」に収録している。

## 主な字書での配列
- 説文解字540部：446番目（巻十二下、4番目）
- 玉篇542部：477番目（巻二十九、34番目）
- 五経文字160部：なし
- 龍龕手鑑242部：なし（「丿」は「雑部」に収録）
- 四声篇海444部：180番目（巻六、24番目）
- 康熙字典214部：4番目（1画、4番目）

## 通称
- 日本：の、はらいぼう
- 中国：撇 (piě)
- 韓国：삐침별부（ppichim byeol bu、払いの丿部）
- 英米：Radical Slash

## 部首字
丿

### 字音
- 中古漢語
  - 広韻 - 普蔑切
  - 詩韻 - 屑韻、入声
  - 三十六字母 - 滂母
- 現代漢語
  - 普通話 - ピンイン：piě 注音：ㄆㄧㄝˇ ウェード式：p'ieh3
  - 広東語 - Jyutping:pit3
- 日本語 - 音：ヘツ
- 朝鮮語 - 音：별(byeol)

### 字義・字体
『説文解字』に収録されているものの、字として使われた例がなく、分類のために作字されたものである。「ヘツ」という音は「撇」からとられたものである。

## 例字
- 丿・乀・乁・乄・乃・㐅（五→二部）・久・及・之（字典によっては丶部）・乏・乍・乕・乖・乘（乗）・𠃅・𠃇

### 最大画数
𠃈